# Scripta Geologica
Scripta Geologica est une revue scientifique à comité de lecture qui publie des articles sur la paléontologie des vertébrés et des invertébrés, la paléobotanique/palynologie, la stratigraphie, la pétrologie et la minéralogie, y compris la gemmologie avec un accent sur la systématique. Elle est publiée par le Musée national néerlandais d'histoire naturelle, Naturalis situé à Leyde aux Pays-Bas.
Scripta Geologica a été créée en 1881 sous le nom de Sammlungen des geologischen Reichsmuseums à Leyde (1881-1923), changeant son titre en Leidse Geologische Mededelingen en 1925 (initialement orthographié Leidsche Geologische Mededeelingen). À partir de 1971, ce dernier titre a été publié en parallèle avec Scripta Geologica jusqu'à leur fusion en 1985.

## Résumé et indexation
Scripta Geologica est résumé et indexé dans Pascal, GEOBASE, GeoAbstracts et GeoRef.